# DEM L105
DEM L105 oder DEM 105 ist eine Superblase in der Großen Magellanschen Wolke. In ihrem Bereich liegen die OB-Assoziationen LH 36 (SL 324) und LH 37 (SL 326, südlicher), auf die im New General Catalogue die Einträge NGC 1873 und NGC 1869 zurückgehen.